# Бессарабов Олексій Євгенович
Олексій Євгенович Бессарабов (нар. 5 грудня 1976, селище Крестци, Новгородська область) — український журналіст, офіцер запасу Військово-Морських Сил України. Політичний в'язень Кремля. Один із обвинувачених у справі так званих «Кримських терористів» (група «Севастопольських диверсантів»). Затриманий ФСБ 9 листопада 2016 року. Засуджений до 14 років колонії суворого режиму.

## Біографія
Олексій Бессарабов народився 5 грудня 1976 року у селищі Крестци Новгородської області. Разом з батьками у 1977 році переїхав до Севастополя. Навчався в севастопольській середній школі № 23, а з 1993 року — № 34, яку закінчив у 1994 році з відзнакою. З 1994 року — курсант Севастопольського військово-морського інституту імені П. С. Нахімова. Навчався за спеціальністю ракетно-артилерійське озброєння надводних кораблів, нагороджений Почесною грамотою Президії Верховної Ради Автономної Республіки Крим за відмінні результати в навчанні, високу військову дисципліну і сумлінне виконання службових обов'язків. Інститут закінчив у 1999 році з відзнакою. З 1999 до 2005 року проходив службу на офіцерських посадах у Військово-Морських Силах України. 29 серпня 2005 року звільнився з військової служби за станом здоров'я. Капітан-лейтенант запасу.
Після повернення до цивільного життя, з 2006 до 2009 року отримав другу вищу освіту в Київському національному університеті імені Тараса Шевченка за спеціальністю журналістика. Магістр журналістики. Працював кореспондентом в інформаційному агентстві «Главред». Під псевдонімом Олексій Стрелецький публікувася в журналах «Судоходство», «Чорноморська безпека», «Дзеркало тижня» та інших. З 2009 року — заступник головного редактора часопису «Чорноморська безпека», експерт Центру сприяння вивченню геополітичних проблем і євроатлантичного співробітництва Чорноморського регіону «Номос». Багато друкувався у ЗМІ як експерт, зокрема писав про проблеми Чорноморського флоту РФ, який базувався у Севастополі.
Одружений, має сина.

## Судове переслідування, докази невинуватості
Затриманий ФСБ Росії 9 листопада 2016 року в Севастополі. Протягом декількох діб місце перебування Олексія Бессарабова було невідоме. 10 листопада у ФСБ заявили, що він начебто був членом «диверсійно-терористичної групи Головного управління розвідки Міністерства оборони України». Його обвинуватили у плануванні диверсійних акцій на об'єктах військової інфраструктури і життєзабезпечення в Севастополі. Пізніше, впродовж судового процесу, Олексій Бессарабов і Володимир Дудка, який проходить разом з ним у справі, неодноразово заявляли, що у перші дні після затримання їх піддали тортурам, зокрема й електричним струмом. Проте Слідчий комітет Російської Федерації відмовив у порушенні справи за фактом тортур до ув'язнених.
Судові розгляди у справі Бессарабова і Дудки, котрі відмовилися визнавати провину, тривали понад 2,5 років. Після завершення першого судового розгляду окупаційний Севастопольський міський суд не зміг ухвалити вирок і 6 квітня 2018 року повернув до прокуратури «справу диверсантів» для усунення недоліків. 2 серпня 2018 року у Севастопольському міському суді розпочався повторний розгляд справи за суттю. 4 квітня 2019 року Севастопольський міський суд засудив Олексія Бессарабова за статтями ч. 1 ст. 30, п. А ч. 2 ст. 281 («Приготування до диверсії в складі організованої групи»), ч. 3 ст. 222.1 («Незаконне придбання, зберігання вибухових речовин або пристроїв, вчинене організованою групою») Карного кодексу РФ до 14 років позбавлення волі з відбуванням у колонії суворого режиму і штрафу в розмірі 300 тисяч рублів. Апеляційні скарги підсудних на фальсифікацію і грубі порушення слідства Верховний суд РФ відхилив.
З кінця грудня 2019 року Олексій Бессарабов утримується в колонії суворого режиму №1 (ФКУ ІК-1 УФСІН Росії по Ставропольському краю) в селищі Кочубеївське Ставропольського краю РФ .

## Реакція на протиправне затримання та засудження
Незаконне ув'язнення окупаційною владою в Криму громадян України Олексія Бессарабова та Володимира Дудки рішуче засудило Міністерство закордонних справ України. Міжнародними правозахисними організаціями Олексій Бессарабов і його подільники у справі «Севастопольських диверсантів» визнані політичними в'язнями: вони включені у список політв'язнів Міжнародного правозахисного центр «Меморіал», Глобальної правозахисної кампанії за звільнення українських політв'язнів Кремля Let My People Go тощо. На підтримку українських офіцерів, що перебувають в російських катівнях, виступають Спілка офіцерів України, Асоціація ветеранів Військово-Морських Сил України.